# Крик (фільм, 2022)
«Крик» (англ. Scream) — американський слешер, п'ятий фільм у франшизі «Крик». Прем'єра відбулася 13 січня 2022 року.

## Синопсис
У фільмі розповідається історія молодої жінки, яка повертається в своє старе рідне місто тільки для того, щоб зіткнутися з жахливими справами про вбивство, пов'язаними з сумно відомим серійним вбивцею в масці.

## В ролях

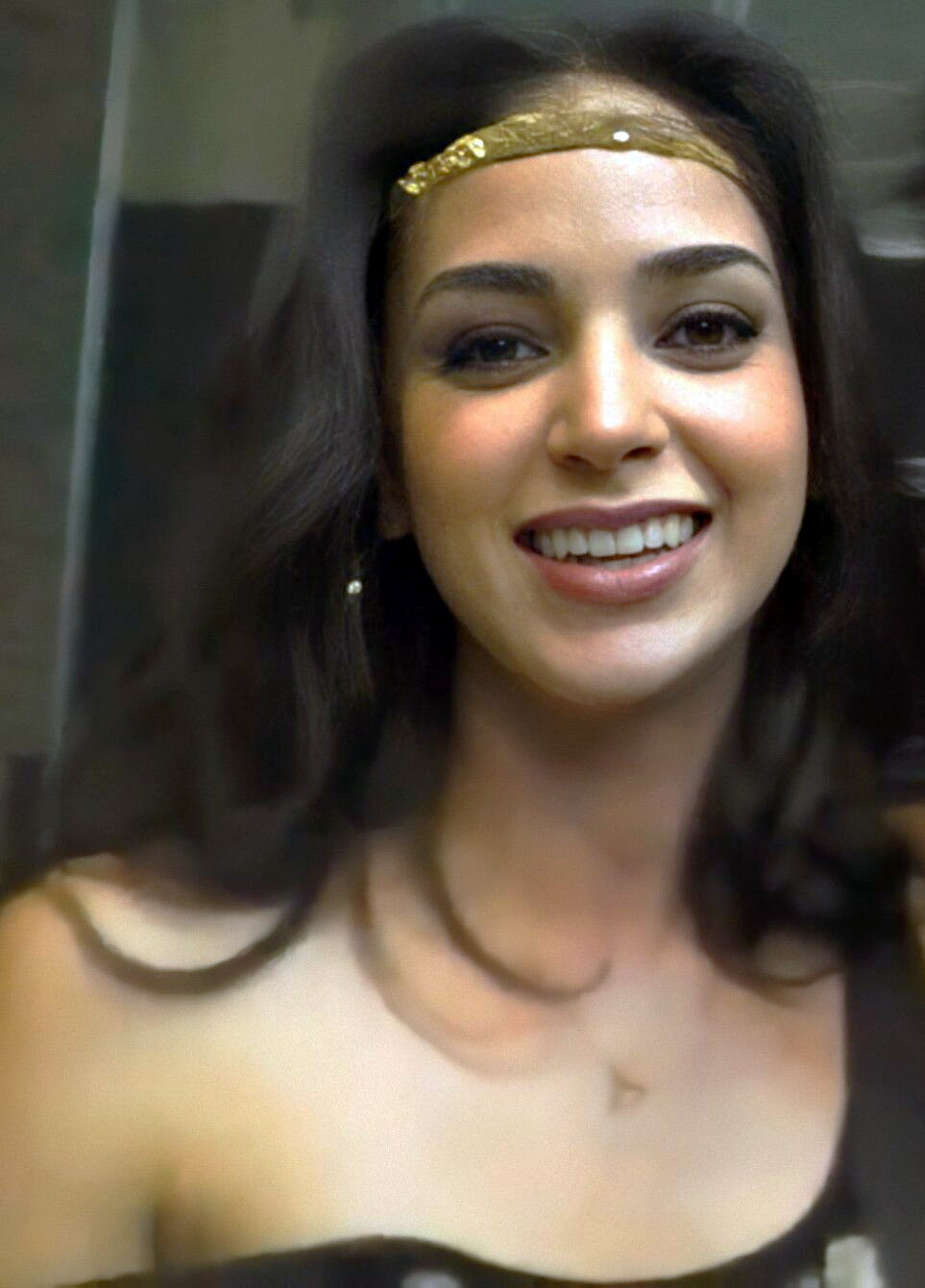
Мелісса Баррера зіграла роль Сем Карпентер, дочки Біллі Луміса, одного з перших вбивць в «Крик» (1996).

| Актор               | Роль                     |
| ------------------- | ------------------------ |
| Нів Кемпбелл        | Сідні Прескотт           |
| Девід Аркетт        | шериф Дуайт «Дьюї» Райлі |
| Кортні Кокс         | Гейл Везерс-Райлі        |
| Ділан Міннетт       | Вес Хікс                 |
| Майкі Медісон       | Ембер Фріман             |
| Марлі Шелтон        | Джуді Хікс               |
| Джек Квейд          | Річі Кірш                |
| Кайл Галлнер        | Вінс                     |
| Дженна Ортега       | Тара Карпентер           |
| Мелісса Баррера     | Сем Карпентер            |
| Мейсон Гудінг       | Чед Мікс-Мартін          |
| Джасмін Савой Браун | Мінді Мікс-Мартін        |
| Соня Бен Аммар      | Лів Маккензі             |
| Скіт Ульріх         | Біллі Луміс              |
| Честер Там          | Вінсон                   |
| Реджі Конквест      | Фарні                    |
| Хізер Матараццо     | Марта Мікс               |
| Роджер Л. Джексон   | Примарне обличчя         |

## Виробництво

### Розробка
В інтерв'ю Уес Крейвен підтвердив, що він укладе контракт на роботу над п'ятою та шостою частиною франшизи, якщо четвертий фільм матиме успіх і окупить бюджет.
Після труднощів з переписуванням сценарію для «Крику 2, 3, 4», коли остаточний варіант найчастіше був готовий тільки в день зйомок, Крейвен заявив, що йому буде потрібно побачити закінчену версію сценарію «Крику 5», перш ніж він зможе розпочати знімання. В окремому інтерв'ю сценарист Кевін Вільямсон також підтвердив своє договірне зобов'язання на «Крик 4, 5, 6», хоча контракт на шосту частину ще не підписаний. Вільямсон зазначив, що якщо буде знято «Крик 5», то це буде продовження історії героїв попередньої частини.
Актор Девід Аркетт підтвердив, що він буде радий грати Дьюї в майбутніх продовженнях. У травні 2011 року виконавчий продюсер Харві Вайнштейн підтвердив, що продовження франшизи можливе, попри скромніші, ніж очікувалося, збори «Крику 4». У лютому 2012 року, коли Кевіна Вільямсона запитали про потенціал створення п'ятої частини, він заявив, що не знає, чи буде знято продовження, сказавши: «Я цим не займаюся».
30 вересня 2013 року Харві Вайнштейн висловив інтерес до п'ятої частини, заявивши: «Я прошу [Боба Вайнштейна] зняти фільм і просто закінчити франшизу. Ми довго доїли цю корову». Вільямсон висловив сумнів з приводу виходу п'ятого фільму. Він також детально розповів про свій відхід з серіалу, оскільки Крейвен і його команда «покінчили з ним». 25 червня 2015 року Wall Street Journal провів інтерв'ю з Бобом Вайнштейном. Коли його запитали про можливість продовження фільму, Вайнштейн категорично заперечував можливість п'ятої частини або будь-якого подальшого продовження франшизи, пославшись на телесеріал по MTV як на відповідне місце для франшизи, щоб знайти нове життя. «Це все одно, що поставити арт-хаусний фільм в арт-хаусному театрі», — сказав Вайнштейн. «Продовжувати треба там, де живуть підлітки, це MTV».
Після закриття The Weinstein Company внаслідок численних звинувачень в сексуальних домаганнях проти Харві Вайнштейна доля франшизи «Крик» виявилася в підвішеному стані. На початку 2019 року почали ширитися повідомлення про те, що Blumhouse Productions, яка спеціалізується на фільмах жахів, зацікавлена у відродженні серіалу. Однак згодом ці повідомлення виявилися помилковими. У листопаді 2019 року Spyglass Media Group придбала права на створення нового фільму «Крик». Тоді було невідомо, чи буде це сіквелом, перезавантаженням або рімейком. Також було невідомо, чи повернеться Вільямсон. В наступному місяці було оголошено, що у фільмі буде новий склад, але, можливо, в ньому можуть з'явитися і попередні основні актори. 18 листопада 2020 року Кевін Вільямсон повідомив, що офіційна назва нового фільму — «Крик».

### Кастинг
6 листопада 2019 року портал Bloody Disgusting повідомив, що студія Spyglass Entertainment займається новим повнометражним фільмом в серії «Крик». Студія успадкувала права на франшизу після банкрутства Dimension Films, викликаного скандалом з Харві Вайнштейном.
У березні 2020 року було оголошено, що Меттью Беттінеллі і Тайлер Джіллетт будуть режисерувати новий фільм, а Кевін Вільямсон виступить в якості продюсера. 6 травня Нів Кемпбелл розповіла, що з нею ведуться переговори про повернення до своєї ролі в новому фільмі. 12 травня Меттью Ліллард, який зіграв у першому «Крику» Стю Мейхера, також заявив про бажання повернутися до своєї ролі. 18 травня було офіційно підтверджено, що Девід Аркетт знову зіграє Дьюї Райлі у п'ятій частині серії фільмів. 31 липня 2020 року Кортні Кокс розмістила відео на своєму офіційному акаунті в Instagram, підтверджуючи її повернення у франшизу для п'ятого фільму. До своєї ролі також повернеться Марлі Шелтон.
У серпні до акторського складу п'ятого фільму приєдналася Меліса Баррера, Дженна Ортега і Джек Кейд.

### Знімання
Знімання фільму мали розпочатися в травні 2020 року, однак були відкладені через пандемію COVID-19. Знімання почали в місті Вілмінгтон, Північна Кароліна тільки 22 вересня під робочою назвою «Parkside». Знімальна команда була нагороджена 7 мільйонами доларів у вигляді знижок від Управління кінематографії Північної Кароліни. Знімання завершили 17 листопада 2020 року.

## Сиквел
У січні 2022 року Нів Кемпбелл і режисери фільму висловили зацікавленість у зніманні майбутніх фільмів франшизи. Шостий фільм офіційно отримав зелене світло 3 лютого 2022 року з тією ж творчою командою. У березні того ж року Кортні Кокс підтвердила свою участь.
У травні 2022 року було оголошено, що Мелісса Баррера, Жасмін Савой Браун, Мейсон Гудінг і Дженна Ортега також візьмуть участь у зніманні шостого фільму. Наступного дня також було оголошено, що Гейден Панеттьєр повторить свою роль Кірбі Рід із четвертого фільму.

6 червня Нів Кемпбелл оголосила, що не буде повторювати свою роль Сідні в шостому фільмі, сказавши наступне: 
Я відчувала, що запропонована мені роль не відповідає цінності, яку я привнесла у франшизу
 додавши 
Усі мої фанати Крику я люблю вас. Ви завжди неймовірно підтримували мене. Я назавжди вдячна вам за те, що ця франшиза дала мені за останні 25 років.
Кінопрокат «Крик 6» відбувся в Сполучених Штатах 10 березня 2023 року компанією Paramount Pictures.